# Santibáñez de la Peña
Santibáñez de la Peña – gmina w Hiszpanii, w prowincji Palencia, w Kastylii i León, o powierzchni 111,74 km². W 2011 roku gmina liczyła 1196 mieszkańców.